# 王嘉谟 (1923年)
王嘉谟（1923年—），江苏省南京市人。中华人民共和国经济学家。

## 生平
1944年，毕业于中央大学土木工程系。1941年，中共南京地下党组织在南京中央大学成立秘密外围组织青年救国社，王嘉谟和厉恩虞担任领导。之后介绍其弟王嘉猷、江泽民等人进入青年救国社。1943年12月27日，王嘉谟、厉恩虞等人领导青年救国社进行清毒运动，一度声势浩大到3000人参加，并迫使汪精卫政权取缔宏济善堂、枪毙毒枭曹玉成。
中华人民共和国成立后，1952年，王嘉谟获得中国人民大学工业企业组织与计划研究学位。历任中国人民大学工经系副主任，外国经济管理研究所所长兼《外国经济管理》杂志主编。著有《东北机械三厂按图表组织节奏生产的研究》等书籍。